# Gösta Krantz
Gösta Clarence Isidor Krantz (født 14. juni 1925 i Stockholm, død 26. december 2008 samme sted) var en svensk skuespiller. Han startede oprindeligt som konditor, men tog skuespillerfaget i 1945 efter at have medvirket i en populær revy. I 1951 fik Krantz sin filmdebut og optrådte senere i populære komediefilm. I sin senere karriere blev han særligt kendt for sin medvirken tv-serien Rederiet.
Krantz døde i 2008 af hjertesvigt på grund af en infektion. Han ligger begravet på Maria Magdalena Kyrkogård i Stockholm.

## Udvalgt filmografi
- 91:an Karlssons bravader (1952, ukrediteret)
- Drømmetyven (1954)
- Danse-Salonen (1955, ukrediteret)
- Det spøger på kasernen (1955, ukrediteret)
- Piger uden værelse (1956, ukrediteret)
- Her er min længsel (1956, ukrediteret)
- På viften i storbyen (1957, ukrediteret)
- Sovekammertyven (1959, ukrediteret)
- Teatermysteriet (1960, ukrediteret)
- Hvem vil ha' min kone? (1964)
- Åsa-Nisse i popform (1964)
- Jomfrutro og dobbeltmoral (1965)
- Niklasons (tv-serie, 1965)
- Hvad unge mænd har brug for (1966)
- Eva - misbrugt af mænd (1969, ukrediteret)
- Bröderna Malm (tv-serie, 1972)
- Alle tiders Kalle (1972)
- Det sidste eventyr (1974)
- Ungkarlshotellet (1975)
- Bluff Stop (1977)
- Sverige åt svenskarna (1980)
- Hedebyborna (tv-serie, 1982)
- Jönssonligan & Dynamit-Harry (1982)
- Mamma (1982)
- Strindberg - et liv (tv-serie, 1985)
- Min elskede - Amorosa (1986)
- Clark Kent (tv-serie, 1988)
- Macken - Roy's & Roger's Bilservice (1990)
- Svensson, Svensson (tv-serie, 1994)
- God jul, Svensson, Svensson (kortfilm, 1994)
- Rederiet (tv-serie, 1996-1997)